# Hripavci
Hripavci är ett samhälle i Bosnien och Hercegovina.   Det ligger i entiteten Federationen Bosnien och Hercegovina, i den västra delen av landet, 150 km nordväst om huvudstaden Sarajevo. Hripavci ligger 479 meter över havet och antalet invånare är 568.
Terrängen runt Hripavci är huvudsakligen kuperad, men den allra närmaste omgivningen är platt. Terrängen runt Hripavci sluttar västerut.Närmaste större samhälle är Ključ, 6,7 km söder om Hripavci. 
Omgivningarna runt Hripavci är en mosaik av jordbruksmark och naturlig växtlighet. Runt Hripavci är det ganska tätbefolkat, med 90 invånare per kvadratkilometer.